# Rhipidomys couesi
Rhipidomys couesi is een zoogdier uit de familie van de Cricetidae. De wetenschappelijke naam van de soort werd voor het eerst geldig gepubliceerd door J.A. Allen & Chapman in 1893.